# الروضة (ريف دمشق)
بلدة الروضة بلدة سورية تابعة لمدينة الزبداني التابعة بدورها لمحافظة ريف دمشق، ترتفع 1200 م عن سطح البحر تقع شرق الحدود السورية اللبنانية، شرقي جديدة يبوس.

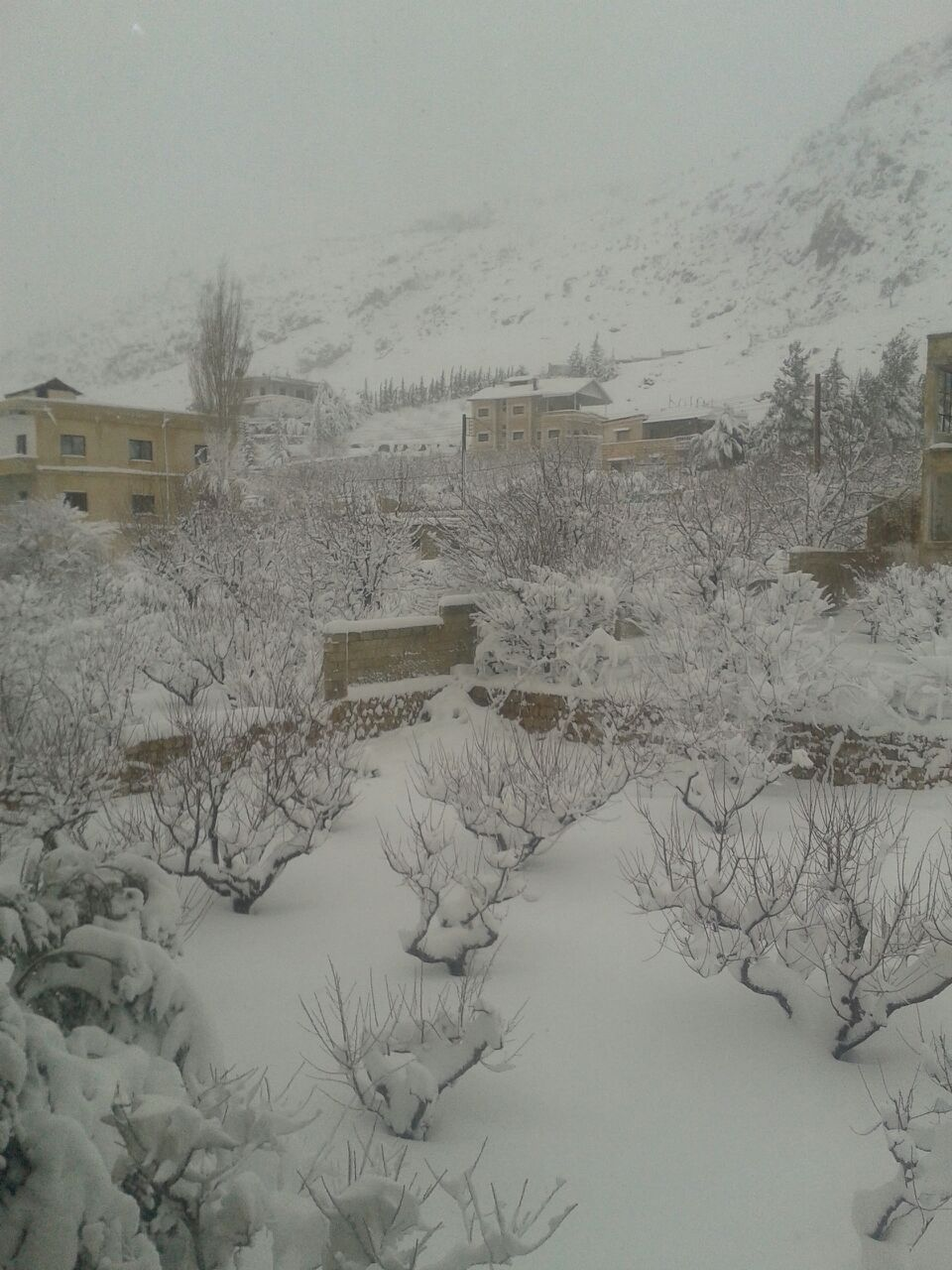
قرية الروضة وهي مغطاة بالثلوج

تحدها القرى والبلدات التالية:يبوس - حوش بجد ومن الشمال الشرقي ناحية مضايا.
تفع قرية الروضة في منطقة الزبداني وهي الأقرب إلى الحدود اللبنانية من باقي مناطق الزبداني.